# Revista Gallega
A Revista Gallega (subtitulada em galego: Semanario de literatura é intereses regionales) foi um semanário bilíngue galego, publicado dominicalmente em Corunha. Foi fundado em 1895 por Galo Salinas Rodríguez e teve sua última edição em 1907, totalizando 640 números publicados. Autoproclamado "Órgão oficial da Liga Galega em A Corunha", durante seus doze anos de história constituiu-se na publicação emblemática do regionalismo liberal nesta cidade.

## História e características
Foi dirigida por Galo Salinas Rodríguez, proprietário e fundador da mesma, como também figurava no cabeçalho do semanário; e faziam parte da equipe de redação Uxío Carré Aldao, Eladio Rodríguez González, Florencio Vaamonde Lores e Francisco Tettamancy Gastón. Outros jornalistas, como Salvador Golpe Varela, Waldo Álvarez Insua e Manuel Lugrís Freire foram colaboradores próximos.

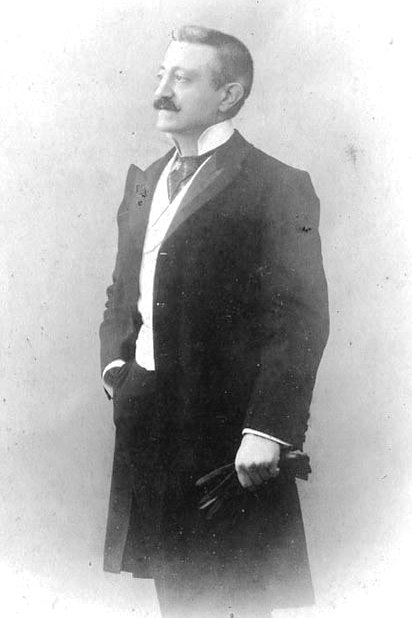
Galo Salinas, fundador, proprietário e diretor.

### Redação
A sede da redação e administração da Revista Gallega foi habitualmente a Livraria Regional de Carré Aldao, nos mesmos locais em que se desenvolviam as célebres tertúlias da Cova Céltica, centrados desde o seu traslado à Corunha ao redor da figura de Manuel Murguía, e onde muitas iniciativas em prol do Ressurgimento político e cultural da Galiza foram idealizadas, entre elas a própria Revista Gallega.

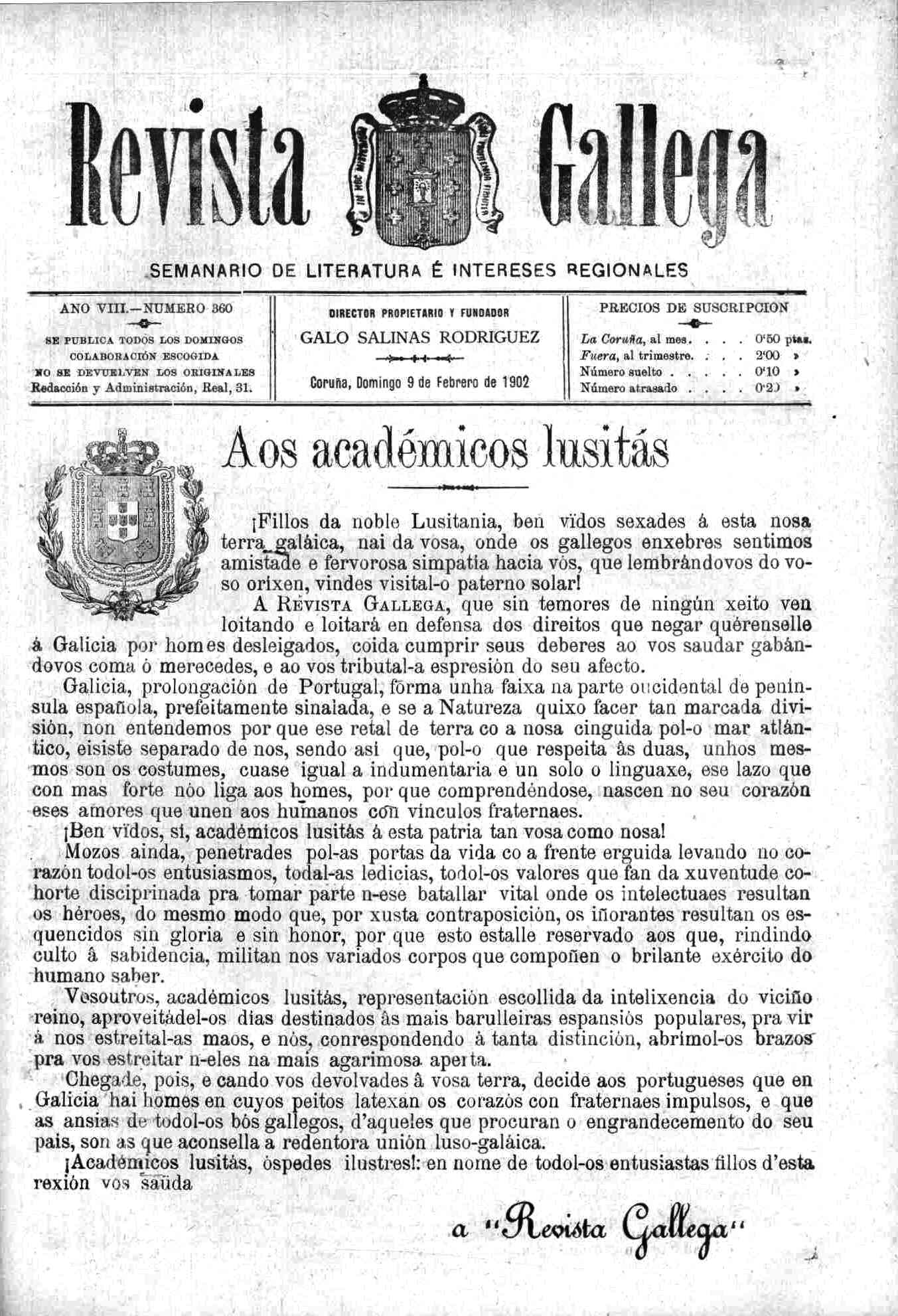
"Aos académicos lusitás", RG 360, 9/2/1902.

### Colaboradores
Contou com uma ampla lista de colaboradores, do mais alto nível, como Eladio Fernández Diéguez, Evaristo Martelo Paumán, Lisardo Rodríguez Barreiro, Heraclio Pérez Placer, Alfredo Brañas, Manuel Amor Meilán e Aurelio Ribalta, bem como uma notável presença feminina, como Valentina Lago-Valladares, Filomena Dato Muruais, Sofía Casanova, Emilia Pardo Bazán, Elvira Novo García, María Barbeito, Fanny Garrido, Dolores de Gortázar Serantes, Rosalía Castro, Narcisa Pérez Reoyo, dentre outros.

### Conteúdo
Além de narrativa e poesia, o semanário publicou artigos sobre economia, política e sociedade, língua e literatura, teatro galego, emigração, história do jornalismo na Galiza, como também interessantes fotografias. A partir de 7 de março de 1897 (RG 105) começou a publicar uma Seção Bibliográfica que vinha suprir ao desaparecido Boletín Bibliográfico de la Librería Gallega. A Revista Gallega continha um extenso e múltiplo fundo documental, devido às muitas matérias as quais se ocupou, bem como tinha destacada a sua modernidade editorial, senso crítico e inusitada estabilidade. Coincidindo com o oitavo aniversário da Revista, na edição de 15 de março de 1903 (RG 417), começou a publicar o folhetim Luisa - Páginas de un sacrificio, que não estava assinado.

### Orientação Ideológica
Durante sua existência, a Revista Gallega reuniu um considerável prestígio jornalístico, e constituiu-se na publicação emblemática do regionalismo liberal e progressista que confluía na capital corunhesa e constituiu-se na publicação emblemática do regionalismo liberal e progressista que confluía na capital corunhesa; entre o 14 de novembro de 1897 (RG 140) e o 10 de julho de 1898 (RG 174) proclamou-se Órgano oficial de la Liga Gallega en la Coruña (como assim figurou no cabeçalho, em vez da propriedade do jornal, entre os citados números), acentuando as suas posições a respeito da normatização da língua galega e de seu ensino, assim como a publicação de textos neste idioma. Entre as edições do dia 14 de novembro de 1897 (RG 140) e 10 de julho de 1898 (RG 174) proclamou-se "Órgão oficial da Liga Galega em A Corunha", publicando estas palavras também em seu cabeçalho durante os citados números, acentuando suas posições a respeito da normalização da língua galega e o seu ensino, assim como a publicação de textos neste idioma. Contudo, e apesar de sua manifesta vocação bilíngue, o predomínio do espanhol em suas páginas é absoluto, e o espaço ocupado pela língua galega na revista oscilou conforme o ritmo das vicissitudes políticas do regionalismo, observando-se uma progressiva diminuição dos textos em galego, durante o avanço do século XX. Porém, em todos e cada um dos números da Revista Gallega se publicou conteúdo em galego, principalmente o "Palique", normalmente assinado por Janiño ou Xaniño (Galo Salinas). Na revista também apareceram um grande número de textos, de diversos gêneros, em catalão e outras línguas europeias.

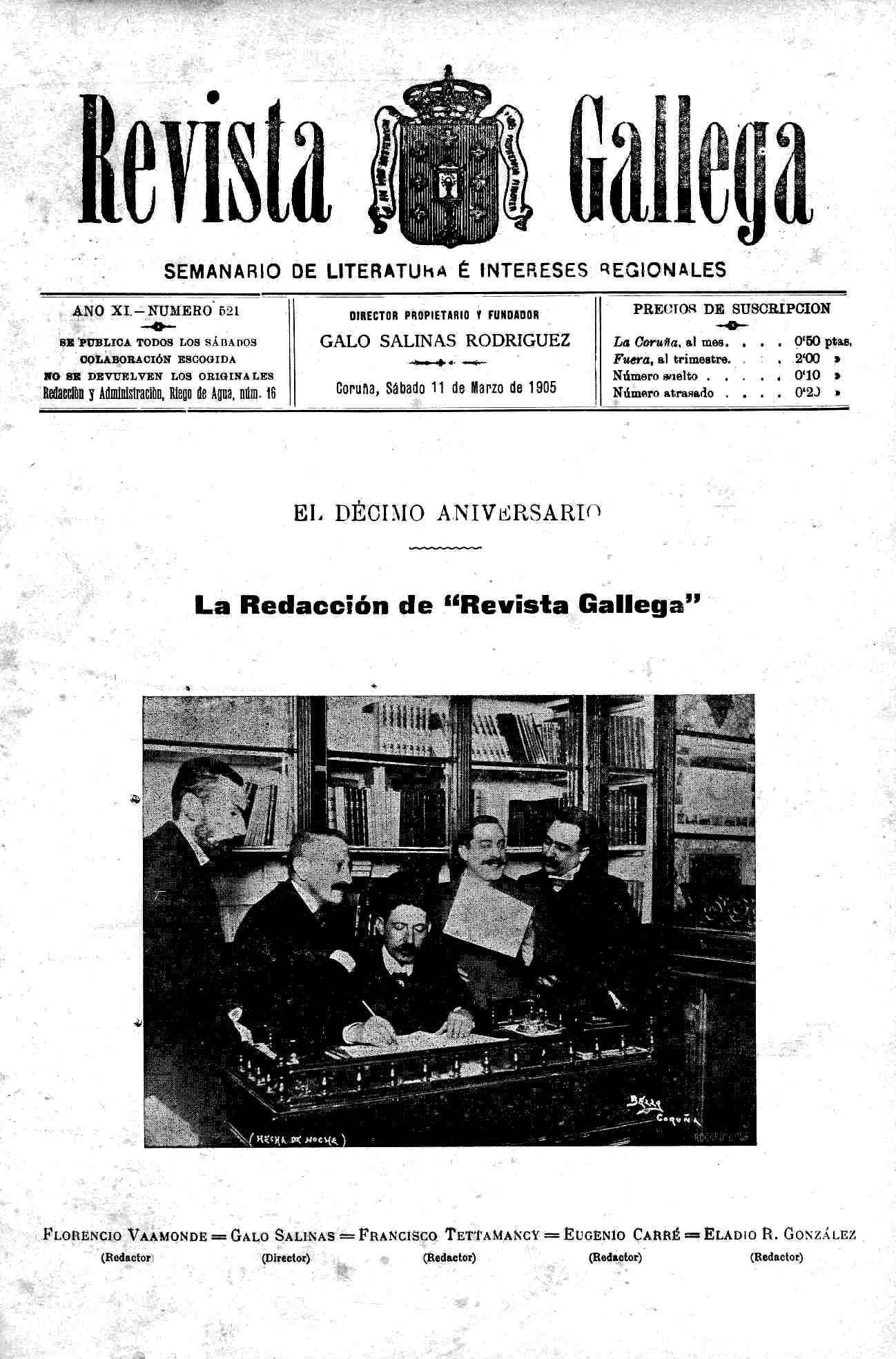
N.º 521 (10º aniversário) com seu conselho de redação.

### Fim da publicação
Depois de 12 anos de inquebrável adesão regionalista, e de superar diversas dificuldades, a Revista Gallega cessou a sua publicação em 30 de junho de 1907 (RG 640), logo após seu diretor aceitar ser cônsul geral da República Oriental do Uruguai em Madrid. O cargo fora oferecido pelo novo presidente deste país, o conservador reformista Claudio Williman (1907-1911), do Partido Colorado, velho amigo de Salinas desde a sua passagem por Montevidéu, e a quem dedicou amplo espaço no último número do jornal. 
Numa tentativa de substituir a Revista Gallega, foram criados, por exemplo, o semanário bilíngue A Nosa Terra(1907-1908), que chegaria a publicar 60 edições, erguendo a bandeira do regionalismo, já na encruzilhada perante novas realidades históricas. 